# محسن مسلمان
محسن مسلمان (زادهٔ ۷ بهمن ۱۳۶۹) بازیکن سابق فوتبال اهل ایران است که در پست هافبک هجومی بازی می‌کرد.
او همچنین سابقه بازی در تیم‌های فوتبال ذوب‌آهن، ملوان، پرسپولیس، فولاد خوزستان، سپاهان، سایپا را دارد.

## عملکرد باشگاهی

### ذوب‌آهن اصفهان
محسن مسلمان، برای ذوب‌آهن بیش از ۱۰۰ بازی رسمی انجام داده است و عملکرد مناسبی داشته است؛ زمانی که مسلمان ،۱۶ ساله بود توانست وارد فوتبال حرفه‌ای شود و یکی از جوان‌ترین بازیکنان تاریخ لیگ حرفه‌ای ایران است.

### ملوان بندرانزلی
دوره سربازی محسن مسلمان، در باشگاه فوتبال ملوان بندر انزلی گذرانده شد.

### پرسپولیس تهران
محسن مسلمان، پس از بازگشت به ذوب‌آهن، به صورت قرضی به باشگاه فوتبال پرسپولیس منتقل شد؛ در آن فصل ۱۲ بار برای پرسپولیس به میدان رفت و توانست ۲ گل هم بزند. در آن فصل او با پرسپولیس نایب قهرمان لیگ برتر خلیج فارس شد. او در باشگاه پرسپولیس لقب مهندس را در اختیار داشت.

### فولاد خوزستان
در فصلی که محسن مسلمان، از استقلال هم پیشنهاد داشت به صورت ناگهانی سر از فولاد خوزستان درآورد تا یک فصل دیگر به صورت قرضی این بار در فولاد بازی کند.

### بازگشت به پرسپولیس

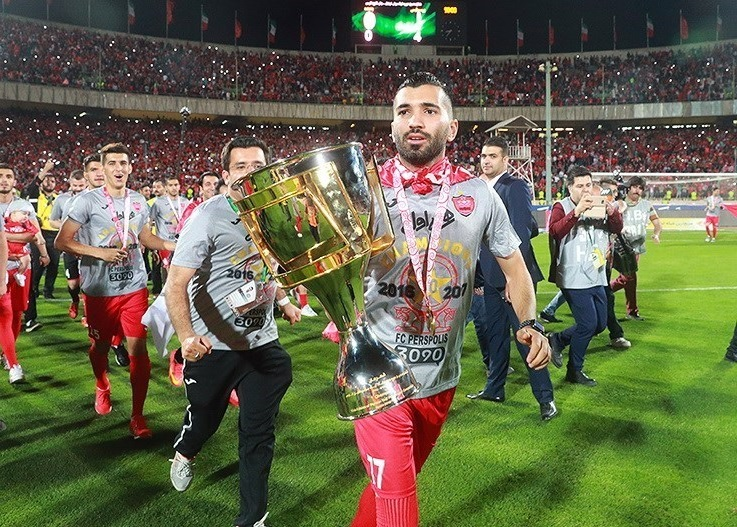
محسن مسلمان در جشن قهرمانی پرسپولیس در لیگ برتر خلیج فارس

در تابستان سال ۲۰۱۵ میلادی، پرسپولیس محسن مسلمان را با پرداخت مبلغ ۳ میلیارد ریال از ذوب‌آهن و با قرارداد دو ساله به خدمت گرفت.

#### فصل ۱۳۹۴–۱۳۹۵
عملکرد محسن مسلمان، رفته رفته رفته بهتر شد و او اولین گل خود برای پرسپولیس را در دربی ۸۲ و با پاس مهدی طارمی به استقلال زد؛ همچنین در همان فصل او با پرسپولیس به‌مقام نایب قهرمانی لیگ برتر خلیج فارس ۱۳۹۴–۹۵ دست یافت.

#### فصل ۱۳۹۵–۱۳۹۶
نخستین گل آسیایی محسن مسلمان در بازی پرسپولیس و الهلال در مرحله گروهی لیگ قهرمانان آسیا ۲۰۱۷ به ثمر رسید. او با پرسپولیس تا نیمه‌نهایی لیگ قهرمانان آسیا پیش رفت اما در پایان موفق نشد به‌فینال این مسابقات برسد. محسن مسلمان در برخی مسابقات آسیایی بازی خوبی ارائه نداد.
او با پرسپولیس به‌مقام قهرمانی لیگ برتر خلیج فارس ۱۳۹۵–۱۳۹۶ و سوپر جام فوتبال ایران ۱۳۹۶ رسید؛

#### فصل ۱۳۹۶–۱۳۹۷
از همان ابتدای شروع فصل، عملکرد مناسبی داشت و به‌رده نخست از لحاظ تعداد پاس گل رسید. او بیشترین پاس‌های منجر به گل را با ده پاس گل برای هم تیمی‌هایش ارسال کرد.

## تیم‌های ملی
محسن مسلمان، سابقه بازی در تیم ملی نوجوانان، جوانان و امید را دارد؛ همچنین او به تیم ملی بزرگسالان فوتبال ایران دعوت شده و یک گل هم به ثمر رسانده است.

### تیم ملی فوتبال ایران
در سوم اکتبر سال ۲۰۱۱ محسن مسلمان توسط کارلوس کی‌روش به تیم ملی فوتبال ایران دعوت شد؛ چند روز بعد او اولین بازی خود را برابر فلسطین برای تیم ملی ایران انجام داد.

## آمار حرفه‌ای

### باشگاهی
تا تاریخ ۳ نوامبر ۲۰۲۱
| باشگاه         | دسته           | فصل            | لیگ  | لیگ | جام حذفی | جام حذفی | آسیا | آسیا | دیگر | دیگر | مجموع | مجموع |
| باشگاه         | دسته           | فصل            | بازی | گل  | بازی     | گل       | بازی | گل   | بازی | گل   | بازی  | گل    |
| -------------- | -------------- | -------------- | ---- | --- | -------- | -------- | ---- | ---- | ---- | ---- | ----- | ----- |
| ذوب‌آهن         | لیگ برتر       | ۲۰۰۷–۲۰۰۸      | ۲۶   | ۵   | ۲        | ۰        | _    | _    | _    | _    | ۲۸    | ۵     |
| ذوب‌آهن         | لیگ برتر       | ۲۰۰۸–۲۰۰۹      | ۱۹   | ۱   | ۳        | ۰        | _    | _    | _    | _    | ۲۲    | ۱     |
| ذوب‌آهن         | لیگ برتر       | ۲۰۰۹–۲۰۱۰      | ۲۵   | ۲   | ۴        | ۰        | ۶    | ۰    | _    | _    | ۳۵    | ۲     |
| مجموع ذوب آهن  | مجموع ذوب آهن  | مجموع ذوب آهن  | ۷۰   | ۸   | ۹        | ۰        | ۶    | ۰    | _    | _    | ۸۵    | ۸     |
| ملوان          | لیگ برتر       | ۲۰۱۰–۲۰۱۱      | ۲۵   | ۱   | ۴        | ۰        | _    | _    | _    | _    | ۲۹    | ۱     |
| ملوان          | لیگ برتر       | ۲۰۱۱–۲۰۱۲      | ۳۱   | ۲   | ۱        | ۰        | _    | _    | _    | _    | ۳۲    | ۲     |
| مجموع ملوان    | مجموع ملوان    | مجموع ملوان    | ۵۶   | ۳   | ۵        | ۰        | _    | _    | _    | _    | ۶۲    | ۳     |
| ذوب‌آهن         | لیگ برتر       | ۲۰۱۲–۲۰۱۳      | ۳۲   | ۴   | ۳        | ۰        | _    | _    | _    | _    | ۳۵    | ۴     |
| ذوب‌آهن         | لیگ برتر       | ۲۰۱۳–۲۰۱۴      | ۱۲   | ۱   | ۱        | ۰        | _    | _    | _    | _    | ۱۳    | ۱     |
| مجموع ذوب آهن  | مجموع ذوب آهن  | مجموع ذوب آهن  | ۴۴   | ۵   | ۴        | ۰        | _    | _    | _    | _    | ۴۸    | ۵     |
| پرسپولیس       | لیگ برتر       | ۲۰۱۳–۲۰۱۴      | ۱۲   | ۲   | ۱        | ۰        | _    | _    | _    | _    | ۱۳    | ۲     |
| مجموع پرسپولیس | مجموع پرسپولیس | مجموع پرسپولیس | ۱۲   | ۲   | ۱        | ۰        | _    | _    | _    | _    | ۱۳    | ۲     |
| ذوب‌آهن         | لیگ برتر       | ۲۰۱۴–۲۰۱۵      | ۱۱   | ۲   | ۰        | ۰        | _    | _    | _    | _    | ۱۱    | ۲     |
| مجموع ذوب آهن  | مجموع ذوب آهن  | مجموع ذوب آهن  | ۱۱   | ۲   | ۰        | ۰        | _    | _    | _    | _    | ۱۱    | ۲     |
| فولاد          | لیگ برتر       | ۲۰۱۴–۲۰۱۵      | ۱۳   | ۰   | ۰        | ۰        | ۵    | ۰    | _    | _    | ۱۸    | ۰     |
| مجموع فولاد    | مجموع فولاد    | مجموع فولاد    | ۱۳   | ۰   | ۰        | ۰        | ۵    | ۰    | _    | _    | ۱۸    | ۰     |
| پرسپولیس       | لیگ برتر       | ۲۰۱۵–۲۰۱۶      | ۲۳   | ۱   | ۳        | ۰        | _    | _    | _    | _    | ۲۶    | ۱     |
| پرسپولیس       | لیگ برتر       | ۲۰۱۶–۲۰۱۷      | ۲۷   | ۲   | ۱        | ۰        | ۸    | ۱    | _    | _    | ۳۶    | ۳     |
| پرسپولیس       | لیگ برتر       | ۲۰۱۷–۲۰۱۸      | ۲۱   | ۰   | ۱        | ۰        | ۵    | ۰    | ۱    | ۱    | ۲۸    | ۱     |
| مجموع پرسپولیس | مجموع پرسپولیس | مجموع پرسپولیس | ۷۱   | ۳   | ۵        | ۰        | ۱۳   | ۱    | ۱    | ۱    | ۹۰    | ۵     |
| سپاهان         | لیگ برتر       | ۲۰۱۸–۲۰۱۹      | ۵    | ۰   | ۰        | ۰        | _    | _    | _    | _    | ۵     | ۰     |
| سپاهان         | لیگ برتر       | ۲۰۱۹–۲۰۲۰      | ۲    | ۰   | ۰        | ۰        | _    | _    | _    | _    | ۲     | ۰     |
| مجموع سپاهان   | مجموع سپاهان   | مجموع سپاهان   | ۷    | ۰   | ۰        | ۰        | _    | _    | _    | _    | ۷     | ۰     |
| سایپا          | لیگ برتر       | ۲۰۲۰–۲۰۲۱      | ۱۳   | ۱   | ۰        | ۰        | _    | _    | _    | _    | ۱۳    | ۱     |
| مجموع سایپا    | مجموع سایپا    | مجموع سایپا    | ۱۳   | ۱   | ۰        | ۰        | _    | _    | _    | _    | ۱۳    | ۱     |
| مجموع آمار     | مجموع آمار     | مجموع آمار     | ۲۹۷  | ۲۴  | ۲۴       | ۰        | ۲۴   | ۱    | ۱    | ۱    | ۳۴۷   | ۲۶    |

- پاس گل

| فصل       | تیم      | پاس گل |
| --------- | -------- | ------ |
| ۲۰۰۹–۲۰۱۰ | ذوب‌آهن   | ۱      |
| ۲۰۱۰–۲۰۱۱ | ملوان    | ۲      |
| ۲۰۱۱–۲۰۱۲ | ملوان    | ۸      |
| ۲۰۱۲–۲۰۱۳ | ذوب‌آهن   | ۳      |
| ۲۰۱۳–۲۰۱۴ | ذوب‌آهن   | ۲      |
| ۲۰۱۳–۲۰۱۴ | پرسپولیس | ۲      |
| ۲۰۱۴–۲۰۱۵ | ذوب‌آهن   | ۲      |
| ۲۰۱۵–۲۰۱۶ | پرسپولیس | ۴      |
| ۲۰۱۶–۲۰۱۷ | پرسپولیس | ۹      |
| ۲۰۱۷–۲۰۱۸ | پرسپولیس | ۱۰     |
| ۲۰۱۸      | ذوب‌آهن   | ۰      |
| ۲۰۱۸–۲۰۱۹ | سپاهان   | ۰      |
| ۲۰۱۹–۲۰۲۰ | سپاهان   | ۰      |
| ۲۰۲۰–۲۰۲۱ | سایپا    | ۱      |

### گل‌های ملی
| # | تاریخ        | محل برگزاری | حریف | گل | نتیجه | نوع مسابقه   |
| - | ------------ | ----------- | ---- | -- | ----- | ------------ |
| ۱ | ۱ خرداد ۱۳۹۲ | مسقط        | عمان | ۱  | ۱–۳   | بازی دوستانه |

## حواشی
این بازیکن در بازی ذوب‌آهن با تراکتورسازی در دور برگشت فصل ۹۲–۱۳۹۱ پس از گلزنی، با انجام حرکاتی باعث تحریک هواداران تراکتورسازی شد؛ که در پی آن توسط باشگاه و فدراسیون جریمه گردید.او بعداً اعلام کرد که منظور خاصی نداشته است.

## افتخارات

### ذوب‌آهن
- لیگ برتر خلیج فارس
  - نایب‌قهرمان (۲): ۱۳۸۸–۱۳۸۷، ۱۳۸۹–۱۳۸۸
- جام حذفی فوتبال ایران
  - قهرمان (۱): ۸۸–۱۳۸۷
- لیگ قهرمانان آسیا
  - نایب‌قهرمان (۱): ۲۰۱۰

### پرسپولیس
- لیگ برتر خلیج فارس
  - قهرمان (۲):  ۱۳۹۶–۱۳۹۵،  ۱۳۹۷–۱۳۹۶
  - نایب‌قهرمان (۲): ۹۳–۱۳۹۲، ۱۳۹۵–۱۳۹۴
- سوپرجام فوتبال ایران
  - قهرمان (۱): ۱۳۹۶

### سپاهان
- لیگ برتر خلیج فارس
  - نایب‌قهرمان (۱): ۱۳۹۸–۱۳۹۷

فردی
- بهترین پاسور فصل ۹۷–۱۳۹۶ لیگ برتر با ۱۰ پاس گل[۱۸]